# George Dockrell (Schwimmer)
George Shannon Dockrell (* 22. Oktober 1886; † 23. Dezember 1924 in Richmond) war ein britisch-irischer Schwimmer.

## Karriere
Dockrell besuchte das Trent College in Nottingham, wo er seine ersten Schwimmerfahrungen sammelte. Im Alter von 17 Jahren nahm er an seiner ersten irischen Meisterschaft teil. Ein Jahr später ging er in die Vereinigten Staaten und schloss sich dort dem New York Athletic Club an. Dort lernte er die Kraultechnik nach Vorbild von Charles Daniels. 1906 kehrte er nach Irland zurück und besuchte fortan das Trinity College in Dublin. Zwischen 1906 und 1911 nahm er an 27 irischen Meisterschaftsrennen teil und gewann hiervon 20 im Freistil – sechs Rennen über 220 Yards, jeweils fünf über 100 und 440 Yards und vier über 880 Yards. 1908 nahm er an den Olympischen Spielen in London teil. Hier erreichte er im Wettbewerb über 100 m Freistil das Halbfinale. Im Jahr 1911 brach er den britischen Rekord über 100 Yards mit einer Zeit von 58,6 s.
Neben dem Sport arbeitete er zunächst in Dublin für Thomas Dockrell Sons and Co. Im September 1912 machte er sich in London selbstständig. Im Ersten Weltkrieg diente er in der Rifle Brigade. Weniger als 12 Monate später zog er sich eine, von einer Schrapnell verursachte, schwere Rückenverletzung zu. Ungeachtet dessen erhielt er 1917 die Beförderung zum Staff Captain, 1919 zum Major. 1920 wurde er demobilisiert und erhielt den Order of the British Empire.
Sein Bruder Henry war auch irischer Meister im Schwimmen. Seine Nichte Marguerite Dockrell und sein Neffe Hayes Dockrell waren beide Teilnehmer der Olympischen Spiele 1928.